# Roland Helmus
Roland Helmus (* 1952 in Darmstadt) ist ein deutscher Maler und Zeichner.

## Leben
Roland Helmus wurde im Jahre 1952 in Darmstadt geboren. Von 1971 bis 1978 studierte er an der Hochschule für Bildende Künste in Hamburg bei Rudolf Hausner, Günther Cordes und Almir Mavignier. 1974 erfolgte ein Studienaufenthalt an der Akademie der Bildenden Künste in Wien in der Meisterklasse von Rudolf Hausner. Helmus besuchte in dieser Zeit auch Vorlesungen und zeichnerische Studien am Anatomischen Institut in Wien. Die künstlerischen Studien setzte er 1975 am Anatomischen Institut der Universitätsklinik Hamburg fort. 1982 erschien eine Besprechung seiner Arbeiten in der Zeitschrift art – Das Kunstmagazin.
Zwischen 1994 und 2014 war Helmus mehrfach Lehrbeauftragter bzw. Gastprofessor am Fachbereich Gestaltung der Fachhochschule Hamburg. Seine Arbeiten charakterisiert Inga Harenborg, Kuratorin der Stiftung Haus Kränholm, Bremen, mit den Worten Gegenständliches wird in Licht und Farbe aufgelöst und weiter Bei seiner Schichten-Malerei, geht es um das Licht. Es gibt durchscheinende Flächen. Der Kunsthistoriker Werner Hofmann beschreibt die Malerei von Roland Helmus 2013 wie folgt: Helmus spielt auf einer farbigen Skala, die sich schwer festlegen läßt, denn sie betont einmal die Geschlossenheit körperhafter Bezüge, zum anderen enthebt sie diese der materiellen Konsistenz (...) Er erfindet rissige doch kostbare Gewebe, die sich ent- oder verflechten. Dabei ist jedoch keine Stofflichkeit im Spiel. Wie überhaupt die Verdichtung der Farblagen als ein Prozeß anzusehen ist, der keine MATERIALITÄT anstrebt: Wir sehen Membrane, die vor Durchsichtigkeit vibrieren, zugleich aber die sprühenden, porösen Strukturen an einer Rauheit und Dinglichkeit teilnehmen lassen, die das Gegenteil von Glätte ist.

## Ausstellungen (Auswahl)
Nachfolgend findet sich eine Auswahl von Einzel- und Gruppenausstellungen, an welchen Helmus teilgenommen hat.
Einzelausstellungen
- 1984: Kunstverein Wolfenbüttel
- 1986: Galerie am Chamissoplatz, Berlin[6]
- 1991: Galerie Lilian Andrée, Basel
- 1998: Galerie Bernhard Schindler, Bern
- 2002: Kunstverein Offenburg-Mittelbaden
- 2005: Kunstverein Lüneburg
- 2006: Museumsverbund Nordfriesland, Schloss vor Husum, Husum
- 2016: Kunstverein Husum / Ausstellung im Husumer Rathaus[7]
- 2022: Galerie Ohnesorge, Bremen

Gruppenausstellungen
- 1977: 20 junge Hamburger, Kunsthaus Hamburg
- 1980/81: Liebe-Dokumente aus unserer Zeit, Kunstverein Darmstadt[8]
- 1983: Studiengäste der Villa Massimo, Badischer Kunstverein, Karlsruhe
- 1990: Flucht - Problemkreis seit Menschengedenken, Kunsthalle Darmstadt
- 1994: Farbe im Quadrat, Kunsthaus Hamburg
- 1999: Intotwothousend, Vorpal Gallery, New York
- 2009: Papirial, Galerie der Kritiker, Prag
- 2020: Blau, Galerie Ohse, Bremen

## Auszeichnungen
- 1977: Förderpreis der Erdwin-Amsinck-Stiftung, Hamburg
- 1979: Villa-Massimo-Preis (Rom)
- 1981/82: Stipendium (Rom)

## Werke (Auswahl)
- 1975: Leichnam (Acryl/Öl/Holz)
- 1979: Schlafwandler (Acryl/Öl/Holz)
- 1985: Serie Bestandteile, (Öl/Leinwand)
- 1992: Serie Torso, (Ölkreide/Papier)
- 1996: Serie Kopfspiegel, (Öl/Leinwand)
- 2005: Serie Baum (Öl/Leinwand)
- 2016: Serie Limbus (Öl/Leinwand)
- 2019: Serie Tektonische Notizen (Farbstift/Papier)
- 2024: Serie Lontano (Öl/Leinwand)